# 耶律唐古
耶律唐古（?—?），字敵隐。辽国将领。于越耶律屋質庶子。
耶律唐古清廉謹直，善写文章。統和二十四年（1006年），補任小将軍，转任西南面巡检，历任豪州刺史、唐古部詳隐。严立規則，禁止部民到北宋、西夏国境买卖馬匹。上奏禁止私人交易規制、安定边境政策，得到皇太后的支持，在边郡施行。
朝廷議論扩大西南封域，黑山之西，绵亘数千里。耶律唐古说「戍垒太远，卒有警急，赴援不及，非良策也」，朝廷撤回。命他监督屯田供给西軍，耶律唐古在臚朐河屯田，当年丰收。翌年移駐鎮州，又获得大丰收，斗米数钱。
重熙年間，转任隗衍党項部節度使。之前筑可敦城鎮守西域。諸部纵民牧畜，反招侵攻。重熙四年（1035年），他上疏：「自建可敦城已来，西蕃数为边患，每烦远戍。岁月既久，国力耗竭。不若复守故疆，省罢戍役」，朝廷不听。当年致仕。请求为父亲耶律屋質之功刻石，辽兴宗命耶律庶成作成文章，刻石置上京臨潢府崇孝寺。去世时享七十八岁。

## 延伸阅读
[在维基数据编辑]
 《遼史·卷91》，出自脱脱《遼史》